# Eggermühlen
Eggermühlen ist eine Gemeinde in der Samtgemeinde Bersenbrück, im Norden des Landkreises Osnabrück in Niedersachsen.

## Geografie

### Lage
Eggermühlen liegt innerhalb der Ankumer Höhe und im Nordwesten vom Naturpark Nördlicher Teutoburger Wald-Wiehengebirge. Höchster Punkt des Gemeindegebiets ist mit 69 Metern der Osterboll in Sussum.

### Klima
Gemäßigtes Seeklima beeinflusst durch feuchte Nordwestwinde von der Nordsee. Im langjährigen Mittel erreicht die Lufttemperatur in Eggermühlen 8,5 bis 9,0 °C und es fallen ca. 700 mm Niederschlag. Zwischen Mai und August kann mit durchschnittlich 20 bis 25 Sommertagen (klimatologische Bezeichnung für Tage, an denen die Maximaltemperatur 25 °C übersteigt) gerechnet werden.

### Nachbargemeinden
Eggermühlen hat insgesamt sieben Nachbargemeinden:
- im Osten: Ankum, Kettenkamp
- im Süden: Merzen, Fürstenau
- im Westen: Bippen, Berge
- im Norden: Menslage

### Ortsgliederung

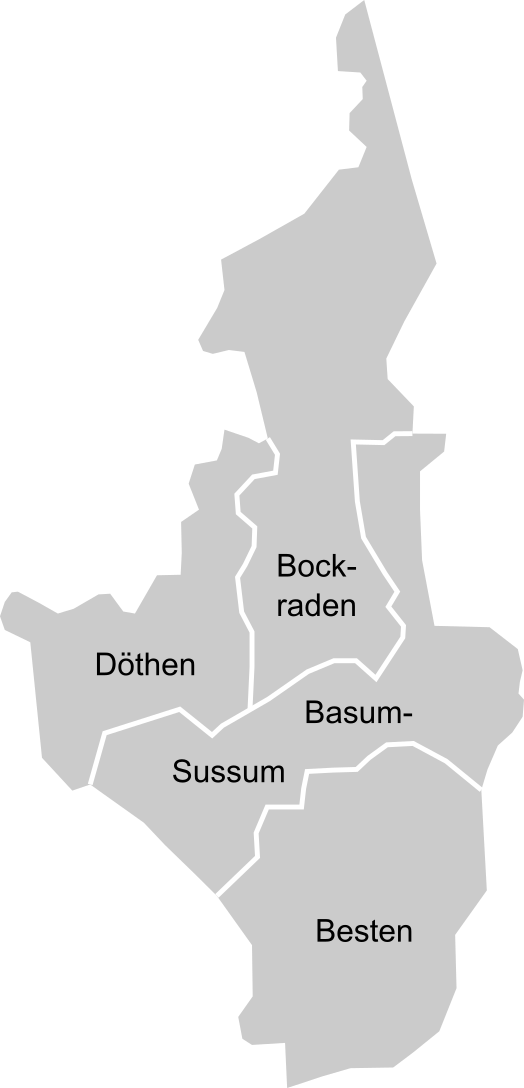
Ortsteile Eggermühlen

Eggermühlen gliedert sich in folgende Ortsteile:
- Basum-Sussum
- Besten
- Bockraden
- Döthen

### Verkehr
Im Taktverkehr fahren Busse der Verkehrsgemeinschaft Osnabrück zum Bahnhof Bersenbrück mit Zuganschluss nach Osnabrück und Oldenburg.
Die ehemalige Bahnstrecke Duisburg–Quakenbrück durchquert das nördliche Gemeindegebiet. Auf der Strecke werden heute Draisinenfahrten angeboten.

## Geschichte
Eggermühlen gehörte bis 1802 zum Hochstift Osnabrück. Nach der französischen Besetzung bis 1814 unter Napoleon Bonaparte kam Eggermühlen infolge des Wiener Kongress an das Königreich Hannover. Mit der Niederlage des Königreichs Hannover von 1866 wurde Eggermühlen Teil von Preußen.

### Eingemeindungen
Zum 1. Juli 1965 schlossen sich die Gemeinden Besten, Bockraden, Basum-Sussum und Döthen zur Samtgemeinde Eggermühlen zusammen. Am 28. Juni 1965 wurde Hermann Kortland (Bürgermeister in Sussum-Bassum) zum Samtgemeindebürgermeister ernannt. Die Gemeindeverwaltung wurde in der Alten Rentei untergebracht.
Am 1. Juli 1972 wurden die Mitgliedsgemeinden der Samtgemeinde Eggermühlen: Basum-Sussum, Besten, Bockraden und Döthen zur neuen Einheitsgemeinde Eggermühlen zusammengeschlossen. Alle Ortsteile gehörten bis zum 30. Juni 1972 dem Landkreis Bersenbrück an und gelangten nach dessen Auflösung zum Landkreis Osnabrück.

### Einwohnerentwicklung

Bevölkerungsentwicklung in Eggermühlen seit 1987

Die folgende Übersicht zeigt die Einwohnerzahlen von Eggermühlen im jeweiligen Gebietsstand und jeweils am 31. Dezember.
Bei den Zahlen handelt es sich um Fortschreibungen des Landesbetriebs für Statistik und Kommunikationstechnologie Niedersachsen auf Basis der Volkszählung vom 25. Mai 1987.
Bei den Angaben aus den Jahren 1961 (6. Juni) und 1970 (27. Mai) handelt es sich um die Volkszählungsergebnisse einschließlich der Orte, die am 1. Juli 1972 eingegliedert wurden.
| Jahr | Einwohner |
| ---- | --------- |
| 1961 | 1088      |
| 1970 | 1123      |
| 1987 | 1291      |
| 1990 | 1312      |

| Jahr | Einwohner |
| ---- | --------- |
| 1995 | 1689      |
| 2000 | 1833      |
| 2005 | 1832      |
| 2010 | 1735      |

| Jahr | Einwohner |
| ---- | --------- |
| 2011 | 1744      |
| 2015 | 1703      |
| 2017 | 1734      |
| 2018 | 1749      |

## Politik

### Gemeinderat
Der Gemeinderat setzt sich aus elf Mitgliedern zusammen. Dies ist die festgelegte Anzahl für eine Mitgliedsgemeinde einer Samtgemeinde mit einer Einwohnerzahl zwischen 1.001 und 2.000 Einwohnern. Die Ratsmitglieder werden durch eine Kommunalwahl für jeweils fünf Jahre gewählt. Die aktuelle Amtszeit begann am 1. November 2021 und endet am 31. Oktober 2026.
Die folgende Tabelle zeigt die Kommunalwahlergebnisse seit 1996.
| 2021–2026 | 73,9 | 8  | 11,5 | 1 | 8,9 / 5,6 | 1 / 1 | –    | – | –   | – | 100 | 11 | 67,1 |
| 2016–2021 | 76,9 | 9  | 2,8  | 0 | 7,1       | 1     | 11,4 | 1 | 1,9 | 0 | 100 | 11 | 63,5 |
| 2011–2016 | 77,6 | 9  | 4,8  | 0 | 6,3       | 1     | 9,6  | 1 | 1,7 | 0 | 100 | 11 | 63,6 |
| 2006–2011 | 76,9 | 8  | 2,3  | 0 | 7,1       | 1     | 13,7 | 2 | –   | – | 100 | 11 | 67,1 |
| 2001–2006 | 90,2 | 11 | 1,8  | 0 | –         | –     | 8,0  | 0 | –   | – | 100 | 11 | 71,9 |
| 1996–2001 | 88,4 | 10 | –    | – | –         | –     | 11,6 | 1 | –   | – | 100 | 11 | 81,6 |
| Prozentanteile gerundet. Quellen: Landesbetrieb für Statistik und Kommunikationstechnologie Niedersachsen, Landkreis Osnabrück. Bei unterschiedlichen Angaben in den genannten Quellen wurden die Daten des Landesbetrieb für Statistik und Kommunikationstechnologie verwendet, da diese eine insgesamt höhere Plausibilität aufweisen. ____________________ 1 2006-2021: Wilhelm Schwietert; 2021: Wilhelm Schwietert, Ruth Gerdes |      |    |      |   |           |       |      |   |     |   |     |    |      |

### Bürgermeister
- Seit 2006 Markus Frerker (CDU)
- 1972–2006 Heinz Specker (CDU) (Bürgermeister der Einheitsgemeinde Eggermühlen, Bürgermeister von Basum-Sussum von 1971-1972)[10]
- 1971–1972 Wilhelm Schulte (Samtgemeinde Eggermühlen)
- 1965–1971 Hermann Kortland (Bürgermeister der Samtgemeinde Eggermühlen und Bürgermeister von Basum-Sussum)[3]

### Wappen
Das Wappen zeigt zum einen den Eggermühlen-Bach, der ursprünglich Egger hieß und im Wappen von oben rechts nach unten links fließt, zum anderen sind in den Feldern oben links und unten rechts je ein Mühlenrad zu sehen, was die Wöstenesch-Wassermühle darstellt, nach der die Gemeinde benannt wurde.

## Kultur und Sehenswürdigkeiten
Die Sehenswürdigkeiten Eggermühlens werden durch die Ferienstraße Artland-Route erschlossen.
In der Nähe des Ortskerns liegt das auf einen Rittersitz aus dem 13. Jahrhundert zurückgehende Schloss Eggermühlen der Adelsfamilie von Boeselager. Sie gelangte im Jahre 1654 durch Kauf in den Besitz des Gutes, das ursprünglich vom Bischof in Osnabrück zu Lehen gegeben worden war. Die Familie von Boeselager baute das Anwesen im Jahre 1714 zu einem Schloss aus. Johann Conrad Schlaun schuf im Jahre 1754 die noch heute erhaltene Orangerie im Garten des Schlosses. Eine Schlosskapelle wurde 1869 angebaut.
Etwa einen Kilometer oberhalb des Schlosses befindet sich im Ortsteil Besten die 2001 vollständig restaurierte, funktionstüchtige oberschlächtige Wassermühle Wöstenesch am Eggermühlenbach, einem linken Nebenfluss der Hase.
Die katholische Kirchengemeinde „Mariä Himmelfahrt“ entwickelte sich aus der ehemaligen Kapellengemeinde des Schlosses und errichtete im Jahre 1957 die Kirche.
Auf dem Osterboll legte der Heimatverein 2020 eine Aussichtsplattform mit einem Steinlehrpfad zu dem Gesteinen, welche in der Eiszeit in Eggermühlen abgelagert wurden, an.

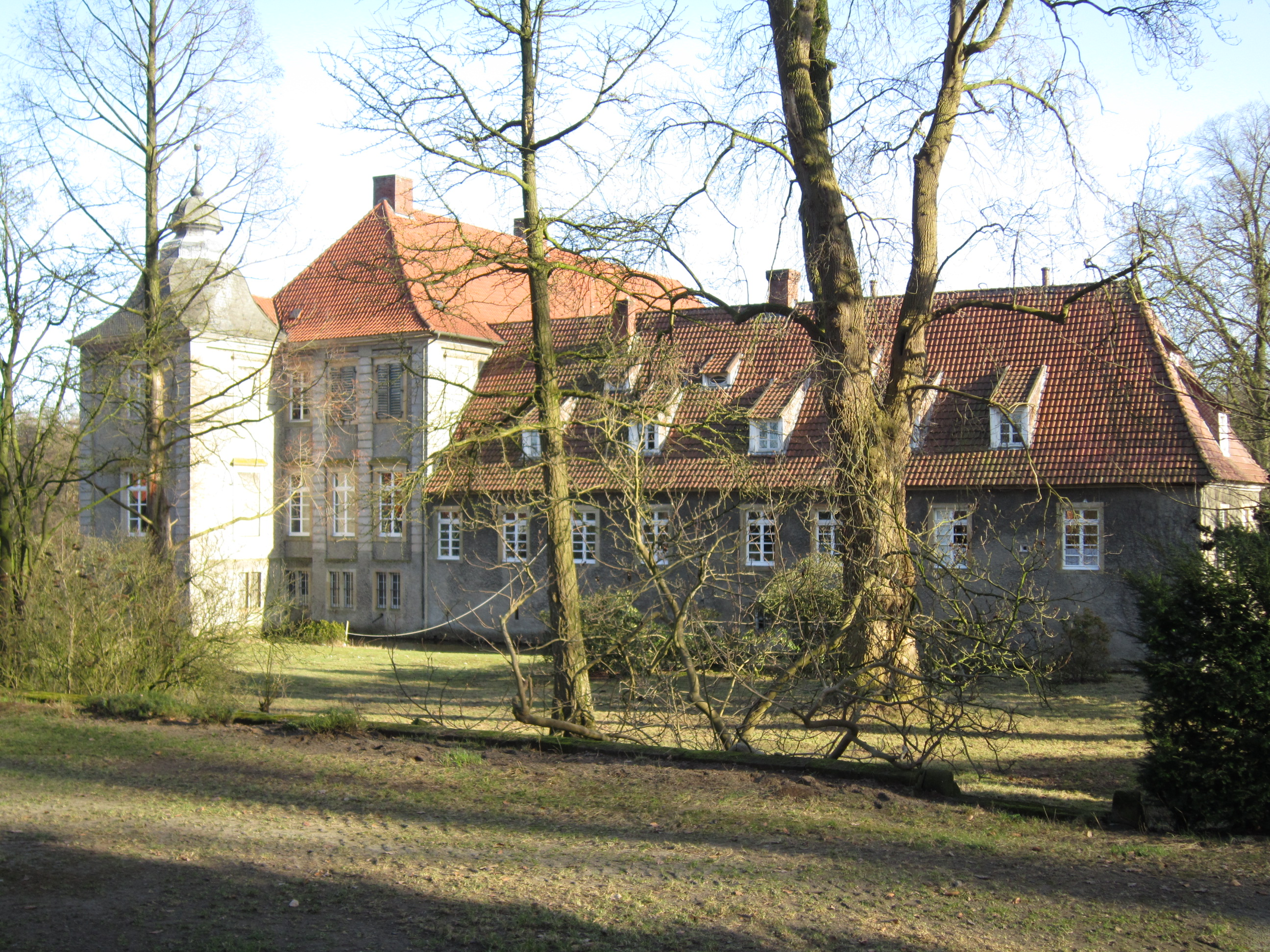
Schloss Eggermühlen
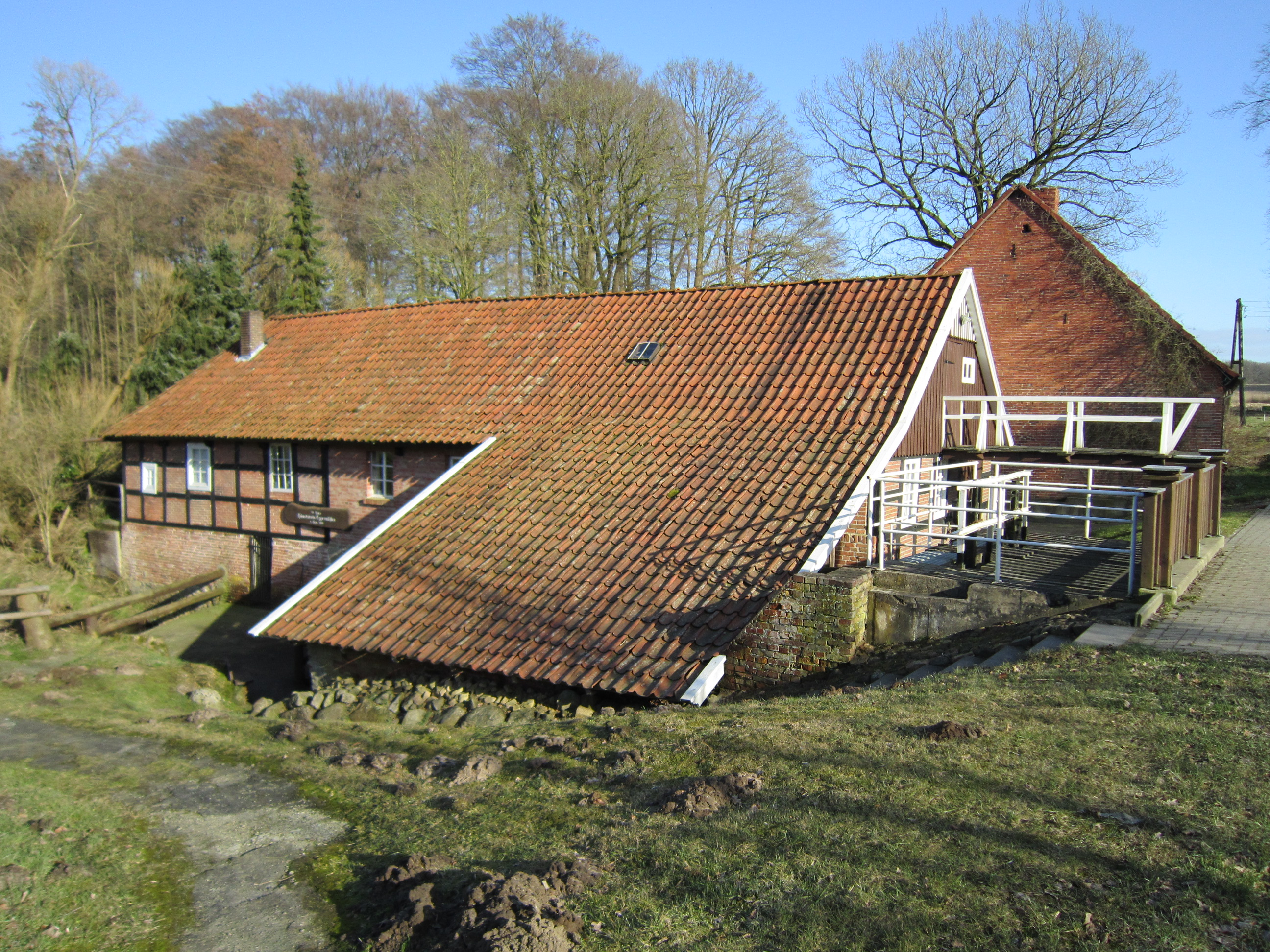
Wassermühle Wöstenesch am Eggermühlenbach
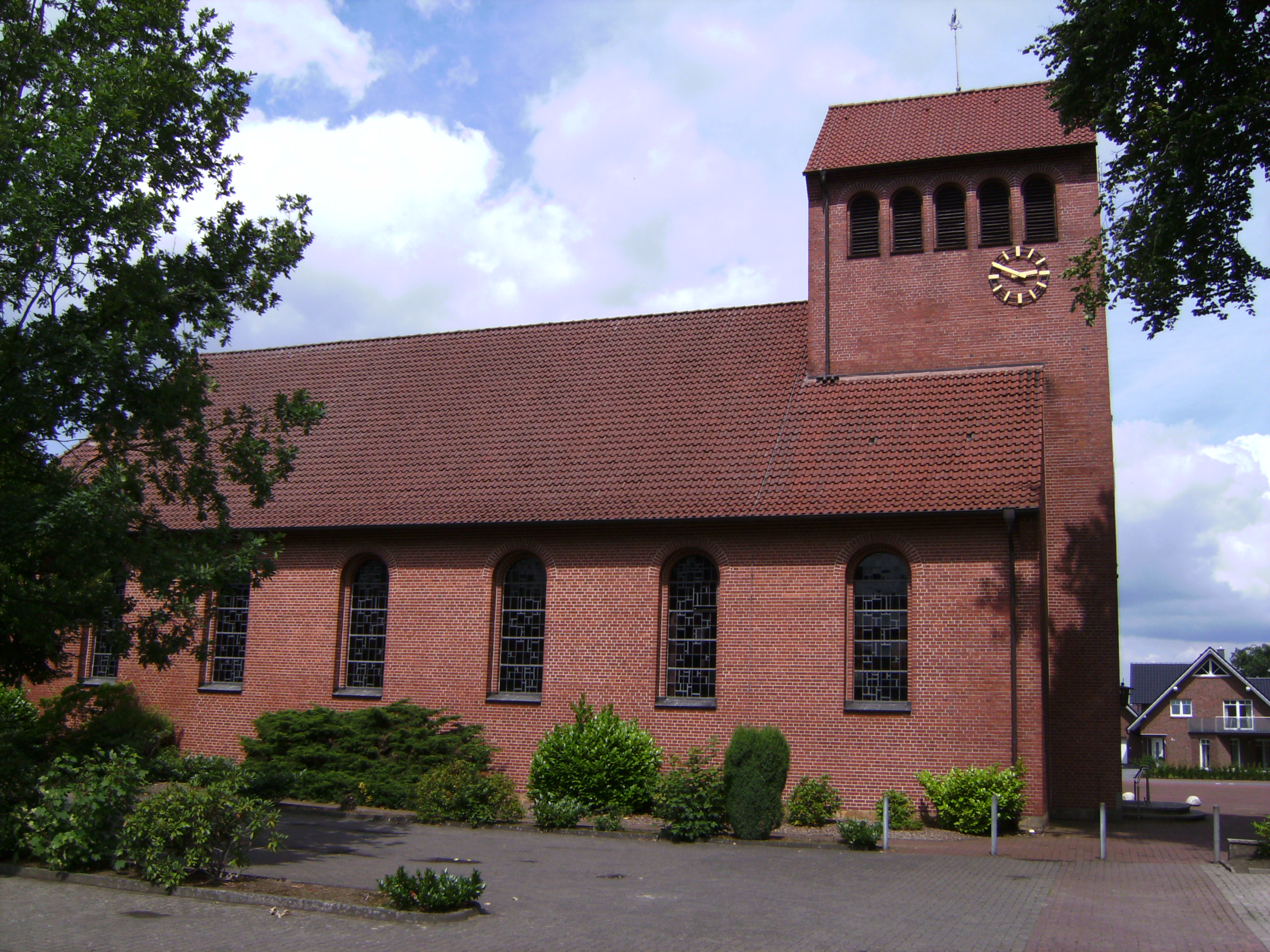
Katholische Mariä Himmelfahrts-Kirche

## Söhne und Töchter der Gemeinde
- Clemens Freiherr von Boeselager (1907–1981), Politiker
- Theodor Kettmann (* 1938), Weihbischof